# Queratinocito

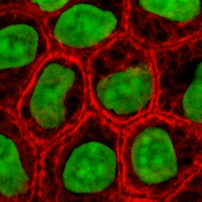
Células epiteliales (en rojo, queratina).

Los queratinocitos son las células predominantes (80 %-90 %) de la epidermis, la capa más superficial de la piel.  Contienen una proteína muy dura que se llama queratina, la cual estimula el crecimiento de células epiteliales en la piel y de las que revisten la superficie de la boca, el estómago y los intestinos. Estas células se originan en el estrato epidérmico basal y migran al estrato córneo, la parte más externa, donde se aplanan perdiendo sus núcleos.
Las dos principales funciones de los queratinocitos son:
- Producir queratina, la principal proteína estructural de la epidermis.

- Participan en la barrera contra el agua en la epidermis.

## Capas
La epidermis se divide en cinco capas según la morfología de los queratinocitos, desde la profundidad son:
1. Capa germinativa, de regeneración o basal: Es la más profunda y está constituida por una sola capa de células cuboidales que se disponen por encima de la unión dermo-epidérmica. En la capa basal los queratinocitos expresan queratinas K5 y K14. Son células altamente basofilas.
2. Capa espinosa o de Malphigio: Está constituido por múltiples hileras de queratinocitos que expresan las queratinas K1 Y K10, de citoplasma eosinófilo, aplanados y unidos entre sí por desmosomas.
3. Capa granulosa: Está constituida por una o varias hileras de células que contienen gránulos de queratinas K2 y K11.
4. En ciertas localizaciones como palmas de las manos y la planta de los pies existe una capa visible, amorfa, entre la capa granulosa y la capa córnea que se denomina estrato lúcido.
5. Capa córnea: es la superficial Células que han perdido el núcleo y conforman la queratina blanda.

Los queratinocitos están en continua renovación y pasan progresivamente de la capa basal a las zonas superiores, por diferenciación celular, hasta la capa córnea, donde forman una capa de células muertas en forma de escamas y rica en queratina. Se calcula que tardan un mes en el trayecto desde la capa basal (capa germinativa) hasta la capa córnea, aunque el proceso puede verse acelerado en casos de hiperproliferación de queratinocitos (psoriasis).
Esta capa constituye una barrera de protección contra todo tipo de agentes lesivos y microorganismos patógenos.
Los queratinocitos migran con un movimiento de balanceo durante el proceso de cicatrización de heridas.